# Franc Campuchia
Franc Campuchia là tiền tệ của Campuchia giữa 1875 và 1885. Đó là bằng với franc Pháp và được tương tự chia thành 100 centime. Nó lưu hành cùng với piastre (bằng Peso México) với 1 piastre = 5.37 franc. Nó thay thế tical và được thay thế bởi piastre. Không có tiền giấy nào được phát hành.

## Tiền xu
Tiền xu được phát hành theo mệnh giá 5, 10, 25 và 50 centime, 1, 2 và 4 franc và 1 piastre. 5 và 10 centime được đánh bằng đồng, với phần còn lại bằng bạc. Tất cả các đồng tiền đã được ngày 1860 nhưng đã được đúc (chủ yếu ở Bỉ) vào năm 1875. Tất cả đều mang chân dung của vua Norodom. Vào khoảng năm 1900, một số tiền bạc đã được thu hồi nhưng với trọng lượng giảm khoảng 15%.